# Amastus bolivianus
Amastus bolivianus är en fjärilsart som beskrevs av De Toulgoët 1984. Amastus bolivianus ingår i släktet Amastus och familjen björnspinnare. Inga underarter finns listade i Catalogue of Life.